# Петренково (Острогозький район)
Петренково (рос. Петренково) — село у Острогозькому районі Воронезької області Російської Федерації.
Населення становить 543  особи. Входить до складу муніципального утворення Петренковське сільське поселення.

## Історія
Населений пункт розташований у межах суцільної української етнічної території, частини Східної Слобожанщини. До Перших визвольних змагань належав до Воронезької губернії.
Згідно із законом від 15 жовтня 2004 року входить до складу муніципального утворення Петренковське сільське поселення.

## Населення
| 2000 | 2005 | 2010 |
| ---- | ---- | ---- |
| 465  | ↘451 | ↗543 |